# ウィリアム・パジェット (1769年生の海軍軍人)
ウィリアム・パジェット閣下（英語: Hon. William Paget、1769年12月22日 – 1794年9月）は、グレートブリテン王国の政治家、イギリス海軍の軍人。1790年から1794年まで庶民院議員を務めた。軍人としては1794年6月のミコノスの海戦で戦功を挙げた。

## 生涯
初代アクスブリッジ伯爵ヘンリー・パジェットと妻ジェーン（Jane、旧姓シャンパーニュ（Champagné）、1742年ごろ – 1817年3月9日、アーサー・シャンパーニュの娘）の次男として、1769年12月22日に生まれた。
1779年から1781年までウェストミンスター・スクールで教育を受けた後、1783年に海尉候補生としてイギリス海軍に入り、1790年に中佐に、1793年に大佐に昇進した。1794年6月17日、戦列艦ロムニーの艦長としてミコノスの海戦を戦い、フランスのフリゲートであるシビルを降伏させた。
1790年イギリス総選挙において、アングルシー選挙区で当選した。アングルシーではアクスブリッジ伯爵家とバークリー男爵家の間で妥協が成立しており、アクスブリッジ伯爵家がアングルシーでの議席を得て、代償としてカーナーヴォンシャー選挙区でバークリー男爵を支持した。そのため、パジェットは無投票で当選、その死後は弟アーサーが無投票で当選した。軍務についていたため、議会を不在にすることが多く、死後の1794年11月にパジェットの不登院が批判されたとき、パジェットの父はパジェットが軍務で海外に派遣される前に登院したことがあり、海外派遣中の国への貢献が庶民院でできる貢献よりも大きいと述べて息子を弁護した。
1794年9月、生涯未婚のまま死去した。